# عزلة بني موهب

تعديل مصدري - تعديل

عزلة بني موهب هي إحدى عزل مديرية السودة في محافظة عمران اليمنية ويبلغ تعداد سكانها 7191 نسمة حسب التعداد السكاني في اليمن لعام 2004.

## روابط خارجية
- الجهاز المركزي للإحصاء بالجمهورية اليمنية
- المركز الوطني للمعلومات باليمن
- World Gazetteer:Yemen
- الدليل الشامل